# Gladys River
Der Gladys River ist ein etwa 130 km langer Zufluss des Teslin Lake im äußersten Norden der kanadischen Provinz British Columbia.

## Flusslauf
Der Gladys River hat seinen Ursprung in dem 960 m hoch gelegenen See Llangorse Lake im Süden des Teslin-Plateaus. Der Fluss verläuft in nördlicher Richtung durch ein breites Teil. Dabei durchfließt er mehrere kleinere Seen – Angel Lake, Line Lake, Eva Lake und Trout Lake. Nach 50 km erreicht der Gladys River das südliche Ende des Gladys Lake. Er verlässt den See an dessen Nordufer. Er fließt anfangs 10 km nach Norden und wendet sich anschließend nach Südosten. Er durchfließt mehrere Seen, darunter den Hall Lake. Der Gladys River wendet sich auf den letzten 10 km in Richtung Nordnordost und erreicht das Westufer des Teslin Lake. Beim Verlassen des Gladys Lake beträgt der mittlere Abfluss 14,8 m³/s. Im Juni und Juli treten die höchsten monatlichen Abflüsse auf.